# Presidenti della Provincia di Pavia
Elenco dei presidenti dell'amministrazione provinciale di Pavia.

## Regno d'Italia (1861-1946)

### Presidenti del Consiglio provinciale (1861-1926)
- Giuseppe Robecchi (1862-1864)
- Agostino Depretis (1865-1880)
- Lorenzo Cotta Ramusino (1880-1883)
- Benedetto Cairoli (1884-1888)
- Gaspare Cavallini (1888-1903)
- Luigi Gioia (1903-1908)
- Eugenio Bergamasco (1908-?)

### Presidenti della Deputazione provinciale (1889-1926)
| Nº | Nº | Ritratto | Nome                  | Mandato | Mandato | Partito |
| Nº | Nº | Ritratto | Nome                  | Inizio  | Fine    | Partito |
| -- | -- | -------- | --------------------- | ------- | ------- | ------- |
| 1  |    |          | Emilio Pellegrini     | 1889    | 1898    | ?       |
| 2  |    |          | Ferdinando Albertario | 1899    | 1919 ?  | ?       |

## Repubblica Italiana (dal 1946)

### Presidenti della provincia (dal 1951)

#### Eletti dal Consiglio provinciale (1951-1993)
| Nº | Nº | Ritratto | Nome            | Mandato         | Mandato        | Partito                                                       | Elezione |
| Nº | Nº | Ritratto | Nome            | Inizio          | Fine           | Partito                                                       | Elezione |
| -- | -- | -------- | --------------- | --------------- | -------------- | ------------------------------------------------------------- | -------- |
|    |    |          | ?               | ?               | ?              | ?                                                             | ?        |
|    |    |          | Luigi Panigazzi | 1972            | 1978           | Partito Socialista Italiano                                   |          |
|    |    |          | ?               | ?               | ?              | ?                                                             | ?        |
|    |    |          | Tullio Montagna | 16 ottobre 1988 | 25 giugno 1993 | Partito Comunista Italiano Partito Democratico della Sinistra | 1988     |

#### Eletti direttamente dai cittadini (1993-2016)
| Nº             | Nº             | Ritratto | Nome           | Mandato        | Mandato        | Partito                              | Elezione |
| Nº             | Nº             | Ritratto | Nome           | Inizio         | Fine           | Partito                              | Elezione |
| -------------- | -------------- | -------- | -------------- | -------------- | -------------- | ------------------------------------ | -------- |
|                |                |          | Enzo Casali    | 25 giugno 1993 | 12 maggio 1997 | Lega Nord                            | 1993     |
|                |                |          | Silvio Beretta | 12 maggio 1997 | 21 maggio 2001 | Forza Italia                         | 1997     |
| 21 maggio 2001 | 30 maggio 2006 | 2001     | Silvio Beretta |                |                | Forza Italia                         |          |
|                |                |          | Vittorio Poma  | 30 maggio 2006 | 1 giugno 2011  | Forza Italia Il Popolo della Libertà | 2006     |
|                |                |          | Daniele Bosone | 1 giugno 2011  | 29 agosto 2016 | Partito Democratico                  | 2011     |

#### Eletti dai sindaci e consiglieri della provincia (dal 2016)
| Nº | Nº | Ritratto | Nome           | Mandato          | Mandato          | Partito                       | Elezione |
| Nº | Nº | Ritratto | Nome           | Inizio           | Fine             | Partito                       | Elezione |
| -- | -- | -------- | -------------- | ---------------- | ---------------- | ----------------------------- | -------- |
|    |    |          | Vittorio Poma  | 29 agosto 2016   | 20 dicembre 2021 | Forza Italia                  | 2016     |
|    |    |          | Giovanni Palli | 20 dicembre 2021 | in carica        | Indipendente di centro-destra | 2021     |